# セガカラ
セガカラは、かつてセガ（旧：セガ・エンタープライゼス、セガゲームス）が展開していたインターネットを利用したPC・携帯端末向けカラオケ配信サービスおよび通信カラオケシステムの名称である。本稿では業務用通信カラオケ事業を手掛けていた株式会社セガ・ミュージック・ネットワークスに関しても記述する。
「セガカラ」の名称は、1994年（平成6年）に展開開始した通信カラオケシステムの名称として初めて用いられたが、その後「セガカラ for PC」「セガカラ for ドリームキャスト」などの家庭用通信カラオケ機器や、着メロ・着うたなどの音楽配信サービス「セガカラMelody」などの関連事業にも使われるようになったほか、スマートフォンによるカラオケ配信サービスの名称としても使われるようになった。

## 歴史
セガはカラオケ事業に参入するにあたり通信カラオケ機器をタイカン・クラリオンと共同開発することとなり、1994年（平成6年）に子会社のセガ・ミュージック・ネットワークス（SMN）から「Prologue 21」（プロローグ21）を発売し、業務用通信カラオケ事業に参入した。ハードウェアはセガサターンをベースとしており、キットを追加することでセガサターンのゲームソフトを楽しむことができ、通信カラオケ機器でありながらゲーム機としての側面を持つ。また、本体内蔵プログラムは配信により更新可能である。翌1995年（平成7年）にはボイスチェンジ、ハモリ機能を追加したマイナーチェンジ版の「Super Prologue 21」（スーパー・プロローグ21）を発売、この頃から「セガカラ」の名称でプロモーションを展開した。1999年（平成11年）4月には携帯電話向け音楽配信サイト「セガカラMelody」を開設し、音楽配信事業に進出した。
Super Prologue 21発売後、競合他社が次々と新機種をリリースしていたが、セガは配信によるPrologue 21シリーズの機能強化で対応し、新機種を投入しなかった。しかし競争の激化に伴い2000年代に入ると稼働台数が落ち込み始めていた。
2004年（平成16年）には、当時から存在していたヒトカラ（一人カラオケ）需要に着目し、PC向けカラオケ配信サービス「セガカラ for PC」をアイデアリンクが運営する複合カフェ「ゲラゲラ横須賀店」へ提供する実証実験を8月21日から行い、好評だったことから、12月1日より商用サービスを開始した。これは、後にコシダカの『ワンカラ』など複数の企業により展開される一人カラオケ専門店の先駆け的存在である。複合カフェにおいては新たに通信カラオケ機器を導入することは採算面で厳しく、PC向けのカラオケ配信サービスを利用することで店側の負担を軽減した。カラオケルームは1.5畳程の個室で中にセガカラ for PCに対応したパソコンを設置している。『ワンカラ』などと同様にヘッドホンを使用する形となっており、歌声が外部に漏れないよう店内BGMの音量を大きくするなどの工夫がなされていた。「同じ曲を何回も歌っている明らかな“練習客”がいた」「販促はしていないが週末は満室になった」「アイデアリンク以外の複合カフェにも展開する予定」などと報じられていたが、その後大幅な普及には至らなかったようで2006年（平成18年）には店舗のウェブサイトよりカラオケルームの案内が削除されている。
2005年（平成17年）7月、SMNは10年ぶりのセガカラ新機種「CANDOONE」（カンドーネ）を発売。カラオケ機能以外にも多くのエンターテインメント機能を有しており、ブロードバンド環境、ハイビジョン映像、5.1chサラウンドなどに対応し、CANDOONE専用の生演奏音源を配信するなど、競合他社の最新機種と比較しても遜色ない性能であった。
しかし普及は進まず、当初はセガ（後のGENDA GiGO Entertainment）直営店「セガカラ屋」をはじめとする6店舗にしか置いておらず、2007年（平成19年）9月の時点でも導入店舗数は49店舗にとどまった。SMN自体も最終赤字が続き、セガゲーム本舗を2005年（平成17年）4月にセガへ運営移管したものの、2007年3月期決算において、17億2900万円の最終赤字となり、純資産においても8億1500万円の債務超過に陥った。このように業績不振が続いたことから、セガは2007年（平成19年）7月27日、SMNの株式を同業他社のBMB（後にエクシングへ吸収合併）へ譲渡することを発表し、同年9月1日付でSMN全株式並びPrologue 21（プロローグ21）・Super Prologue 21（スーパー・プロローグ21）・CANDOONE（カンドーネ）の全権利をBMBへ譲渡したと同時に、セガは業務用通信カラオケ事業から撤退した。これによりセガカラは、業務用通信カラオケ事業はBMBが、PC向けカラオケ配信サービス「セガカラ for PC」などの家庭用通信カラオケ事業はセガがそれぞれ手掛けることになり、業務用と家庭用で運営会社が分離された。CANDOONE（カンドーネ）のサービスは2007年（平成19年）10月31日を以って終了した他、Prologue 21（プロローグ21）・Super Prologue 21（スーパー・プロローグ21）のサービスもSMN接続が2007年（平成19年）12月31日を以って、BMB接続（タイカン・クラリオン）が2008年（平成20年）1月31日を以ってそれぞれ終了したと同時に、14年間続いてきたSMN開発の業務用通信カラオケ機器のサービスは完全終了した。尚、SMNの本社は、BMB傘下入り後に東京都大田区東糀谷から、BMB本社が入居する東京都港区赤坂のミッドタウン・タワーへ移転したが、SMN自体も後に解散した。
業務用通信カラオケからの撤退以後、セガは家庭用通信カラオケや携帯端末向けのカラオケ配信サービスに注力するようになり、2007年（平成19年）9月4日から携帯電話向けカラオケ無料配信サービス「ヒトカラ」を開始、翌年12月には「ヒトカラ」専用のポータブルカラオケ機「おうちでヒトカラ」がセガトイズから発売された。2009年（平成21年）3月末時点で会員数は200万人を超え、43000曲以上を配信していたが、2010年（平成22年）6月25日をもってサービス終了し、「セガカラMelody」の姉妹サイト「セガカラ歌い放題♪」（ドコモ・au）へ引き継がれた。「おうちでヒトカラ」については「セガカラ歌い放題♪」のほか、Yahoo!ケータイ端末対応の携帯カラオケサイトで利用可能となったが、「セガカラMelody」「セガカラ歌い放題♪」をはじめとする携帯端末向けセガカラ関連サイトについては2012年（平成24年）11月1日をもってサービス終了となった。
携帯電話向けサービスの廃止と前後して、セガはスマートフォン（iOS・Android）用アプリ「セガカラ」をリリースしている。歌詞テロップや採点機能はPrologue 21シリーズで使用されていたものが再現されている。しかし競合他社と比べて配信曲数で水をあけられていることなどから、2015年（平成27年）6月30日をもってiOS・Android版がサービス終了し、同年9月30日をもってauスマートパス版もサービス終了した。PC向けサービス「セガカラ for PC」も同年6月30日にサービス終了したため、セガゲームス（当時）は前身のセガ時代も含め、1994年（平成6年）以来21年間に渡って展開してきたカラオケおよび音楽配信事業から完全撤退した。

## 主な製品・サービス

### 業務用通信カラオケ
Prologue 21（プロローグ21）、Super Prologue 21（スーパー・プロローグ21）
Prologue 21は1994年（平成6年）12月、Super Prologue 21は1995年（平成7年）にそれぞれ発売。セガ、タイカン、クラリオンの3社による共同開発。ハードウェアはセガサターンをベースとしており、「セガサターンモデムキット」を追加することでセガサターンのゲームソフトを楽しむことができるほか、インターネット接続も可能になるPrologue 21シリーズ専用のゲームソフトもリリースされた。Prologue 21シリーズ専用ソフトはセガサターンに非対応。本体内蔵プログラムは配信により更新可能である。第一興商やエクシングなど競合他社が次々と新機種をリリースしていたが、セガは配信によるPrologue 21シリーズの機能強化で対応し続け、2005年の「CANDOONE」発売まで新機種を投入しなかった。
「歌本」から演奏したい曲のリクエスト番号を探し、その番号を機器に入力することで曲を演奏することが主流であった当時において、周辺機器として「ソングナビゲーター」と呼ばれる電子早見本機能付きリモコンをオプションで搭載した唯一の機種であった。ただし現在の多機能リモコンで主流のタッチパネル式ではなく、左側に画面、右側に操作ボタンが配置されている。曲名、アーティスト名の頭文字などをカーソルを動かしながら選ぶ操作となる。対応曲の中から5曲までを選んでメドレーを作れる「フリーメドレー」機能や、ハモリ、ボイスチェンジ、マイクエフェクト、リズムチェンジ機能などを搭載したほか、他社に先駆けて全国採点機能「全国採点やろう」を1997年（平成9年）7月にリリースしている。
セガ接続（SMN）が2007年（平成19年）12月31日、BMB接続（タイカン・クラリオン）が2008年（平成20年）1月31日にそれぞれサービス終了。現在は電話回線に接続しても利用できない。
採点やろう
ひとことコメントや最高得点の履歴、前3人の得点情報を表示する。
音知くん
演奏中に流れている楽曲のキーに合わせて歌う機能。キーと歌声の音程差によって画面内のキャラクターが表情を変える。演奏終了時にはコメントと段位認定をしてくれるため、パーティーなどでも多く使われていた。
占いさん
歌声から運勢を占う機能。歌う前に占い師を数人の中から選択する。歌った後には当日と翌日の運勢とアドバイスが画面に表示される。女性からの人気が高い。
CANDOONE（カンドーネ）
2005年（平成17年）7月発売。10年ぶりのセガカラ新機種。英語の「CAN」「DO」「ONE」の3つの単語をつなげ、感動 (CANDO) をワン (ONE) パッケージにした次世代のマルチ・エンタテイメント機器であることを表現している。タワータイプの筐体が特徴的。
ブロードバンド環境、ハイビジョン映像、5.1chサラウンドなどに対応しており、CANDOONE専用カラオケコンテンツとして、生演奏音源の「リアルサウンド」、アコースティックアレンジの「アコースティック・カラオケ」、ライブ映像とともに歌える「ライブ・カラオケ」が用意されている。また、競合他社と同様の10.4インチカラー液晶タッチパネル式多機能リモコン「Cantannet（カンタンネ）」を標準で付属。無線LANに対応しており、非接触型ICカードポートやデジタルカメラを装備している。
カラオケ機能以外にも多くの娯楽機能を有しており、2006年（平成18年）6月20日には、音声認識技術を活用してSMNとアドバンスト・メディアで共同開発した「声であそぶゲーム」のうち、「ボイスウォーズ 〜声で地球を救え〜」と「ココロホスピタル 〜本当の自分を知っていますか？〜」を7月からCANDOONE上でリリースすることを発表。東北大学の川島隆太教授監修の「楽しい脳トレ 監修版」については当初9月配信予定とされたが、2ヶ月延期し11月30日配信開始となった。さらに同年10月には、自分の持ち歌を50曲まで簡易登録できる機能を持つICカード「セガカラカード」を利用したサービスを開始。第1弾コンテンツとして「〜歌って育てる♪〜 カラBaby」をリリースした。カラオケにゲームの要素を取り入れることで、カラオケルームを単なる歌い場から遊び場へと変化させ、業界全体の活性化に繋げることを目標とした。
しかし、2007年（平成19年）9月の時点でも導入店舗数は49店舗にとどまるなど普及は進まず、旧機種であるPrologue 21シリーズよりも早い2007年10月31日付でサービス終了。現在は電話回線・ブロードバンド回線どちらに接続しても利用できない。なお、カラオケボックスチェーン・パセラが運用するカラオケ機器統合システム「Σsystem」においては、現在もオリジナルカラオケ機として「CANDOONE」を運用しているが、歌唱以外の機能は利用できない。
タイカン・クラリオンが所有していたPrologue 21シリーズの権利は、2002年（平成14年）のBMBとタイカンの合併、2003年（平成15年）のBMBのクラリオンからの事業譲受により、BMBに移行した。そしてSMNが所有していたPrologue 21シリーズおよびCANDOONEの権利も、2007年（平成19年）9月にBMBがSMNの全株式をセガから取得し完全子会社化したことで、BMBが獲得した。なお、BMBは2010年（平成22年）7月にエクシングに吸収合併されているため、それ以後はエクシングが権利を所有する。

### 家庭用通信カラオケ・携帯端末向けサービス
セガカラMelody
携帯電話・スマートフォン向け音楽配信サイト。1999年（平成11年）4月にサービス開始。2012年（平成24年）11月1日をもってオリコンが運営する「オリコンミュージック」へ統合される形で廃止された。配信曲数は廃止時点でシングル8000曲、着うた30000曲、着メロ20000曲。
セガカラ for ドリームキャスト
2001年（平成13年）10月サービス開始。ドリームキャストを利用する家庭用通信カラオケシステムで、通称「ドリカラ」。ドリームキャスト下部に接続するボックスタイプのカラオケユニット（マイクミキサーの役割をする）「ドリームキャスト・カラオケ」と、専用ソフトウェアの「セガカラ@ドリームキャスト」がセットで発売されている（ソフトウェアのみでは起動しない）。ドリームキャスト本体とのセット販売品「セガカラ@ホーム」もある。当時の競合品としてはタカラのe-karaなどがある。
管理楽曲は演奏不可で、ゲーム機を活用したサービスのためMIDI音源が脆弱という弱点はあるが、専用の機器を使用するタイトーのX-55よりも廉価であった。
2006年（平成18年）4月30日をもってサービス終了。なお、当サービス終了の2年後に、競合他社のエクシングによりWiiにてカラオケJOYSOUND Wiiのサービスが開始された。
セガカラ for PC
セガカラのPC向け配信サービス。2004年（平成16年）8月21日からヒトカラ（一人カラオケ）利用を想定して「セガカラ for PC」をアイデアリンクが運営する複合カフェ「ゲラゲラ横須賀店」へ提供する実証実験を行い、12月1日から商用サービスを開始した。2015年（平成27年）6月30日に全てのサービスを終了した。
ヒトカラ
携帯電話向けカラオケ配信サービス。その名の通り、ヒトカラ（一人カラオケ）需要の高まりを受けて開始したサービスであり、2007年（平成19年）9月4日に開始。無料で利用でき、広告収入で利益を得ている。ロゴタイプは「セガカラ」と同様のデザインになっており、セガカラの姉妹サービスであることを示唆している。2008年（平成20年）4月には会員数100万人を突破。同年12月には「ヒトカラ」専用のポータブルカラオケ機「おうちでヒトカラ」がセガトイズから発売された。2009年（平成21年）3月末には会員数は200万人を超え、配信曲数は43000曲以上となっていたが、2010年（平成22年）6月25日をもってサービス終了した。
セガカラ（スマートフォンアプリ）
スマートフォン用カラオケアプリ。2011年（平成23年）5月にiOS版がリリースされ、2013年（平成25年）12月にAndroid版がリリースされた。歌詞テロップなどはPrologue 21シリーズのデザインを踏襲しており、採点機能も1000点満点で全国採点機能がついており、Prologue 21シリーズの「全国採点やろう」を踏襲している。2014年（平成26年）8月13日からSmart TV Box向けサービスも開始した。テレビ画面をモニターとして使用でき、タブレットと連携することで採点機能が利用可能となるほか、タブレットを歌本やカラオケリモコンとして利用することもできる。2015年（平成27年）2月時点で約5万曲を配信していたが、競合他社に大きく水をあけられていた。2015年（平成27年）6月30日にiOS版・Android版が、同年9月30日にauスマートパス版が配信終了し、セガカラのサービスは完全に終了した。

## セガカラ屋
セガカラ屋（セガカラや）は、かつてセガ（後のGENDA GiGO Entertainment）が運営していたカラオケボックス。ゲームセンター（クラブ セガ、セガ ワールド）やジョイポリスに併設していた。
店舗一覧
- 船堀店（東京都江戸川区船堀1-6-10） - セガ ワールド船堀（現：GiGO船堀）に併設。閉店後、2013年（平成25年）4月3日以後「カラオケ うた王」[40][41]となっている。
- 春日井店（愛知県春日井市岩野町字菅廻間4180） - クラブ セガ春日井（旧：セガ ワールド春日井、現：GiGO春日井）に併設[42]。
- 岡山ジョイポリス店（岡山県岡山市（現・北区）下石井2-10-1） - 岡山ジョイポリスに併設。2008年7月13日閉店し[43]、現在は「ドレミファクラブ岡山ジョイポリス店」となっている[44]。